# Beyond the Veil
Beyond the Veil är det norska gothic metal-bandet Tristanias andra studioalbum, utgivet 1999 av skivbolaget  Napalm Records.

## Låtförteckning
1. "Beyond the Veil" – 6:37
2. "Aphelion" – 7:50
3. "A Sequel of Decay" – 6:33
4. "Opus Relinque" – 6:08
5. "Lethean River" – 5:56
6. "...of Ruins and a Red Nightfall" – 6:22
7. "Simbelmynë" (instrumental) – 1:00
8. "Angina" – 4:39
9. "Heretique" – 4:51
10. "Dementia" – 2:21

- Text: Morten Veland (spår 1–3, 5, 6, 8), Einar Moen (spår 1, 4, 9, 10)
- Musik: Morten Veland (spår 1–3, 5, 6, 8) Einar Moen (spår 1, 3–5, 7, 9, 10), Anders H. Hidle (spår 4, 9)

## Medverkande
Musiker (Tristania-medlemmar)
- Morten Veland – sång, gitarr
- Kenneth Olsson – trummor, körsång
- Einar Moen – keyboard, programmering
- Vibeke Stene – sång, körsång
- Rune Østerhus – basgitarr
- Anders H. Hidle – gitarr, sång

Bidragande musiker
- Pete Johansen – violin
- Østen Bergøy – sång (spår 1, 3, 6)
- Jan Kenneth Barkved – sång (spår 9)
- Rino A. Kolstø – kör
- Hilde T. Bommen – kör
- Maiken Stene	– kör
- Sissel B. Stene – kör
- Jeanett Johannessen – kör

Produktion
- Terje Refsnes – producent, ljudtekniker
- Tristania – producent
- Tor Søreide – omslagskonst
- Petter Hegre – foto